# Longinos Navás Ferrer
Longinos Navás Ferrer (Cabacés, Tarragona, Cataluña; 1858-Gerona; 31 de diciembre de 1938) fue un sacerdote y profesor jesuita, naturalista, botánico, y entomólogo español.

## Biografía
Longinos Navás era natural de Cataluña, se incorporó como profesor de Ciencias Naturales al «Colegio del Salvador» de los jesuitas en Zaragoza en 1892 donde trabajó durante 46 años. La gran colección de ciencias naturales que contribuyó a crear se encuentra actualmente conservada y expuesta en parte en el Museo de Ciencias Naturales de la Universidad de Zaragoza.
Describió los fósiles de ranas de Libros (Comunidad de Teruel), dos especies nuevas que bautizó, una como como Rana pueyoi y otra como Rana quellembergi. Como entomólogo destacó en el estudio de los neurópteros, pero también describió especies de ortópteros como Ephippigerida pantingana.
En el Colegio del Salvador fue profesor de Luis Buñuel al que le trasmitió la afición por los insectos, afición que se muestra en las imágenes de alguna de sus películas.
Murió en 1938, refugiado en el asilo de las Hermanitas de los Pobres, en Gerona.

## Epónimos
- Campodea navasi[2]
- Pyrenaearia navasi

- La abreviatura «Navás» se emplea para indicar a Longinos Navás Ferrer como autoridad en la descripción y clasificación científica de los vegetales.[3]

## Abreviatura (zoología)
La abreviatura Navás  se emplea para indicar a Longinos Navás Ferrer como autoridad en la descripción y taxonomía en zoología.

## Obra
- «Monografía de los Líquenes»